# Stosunki polsko-włoskie

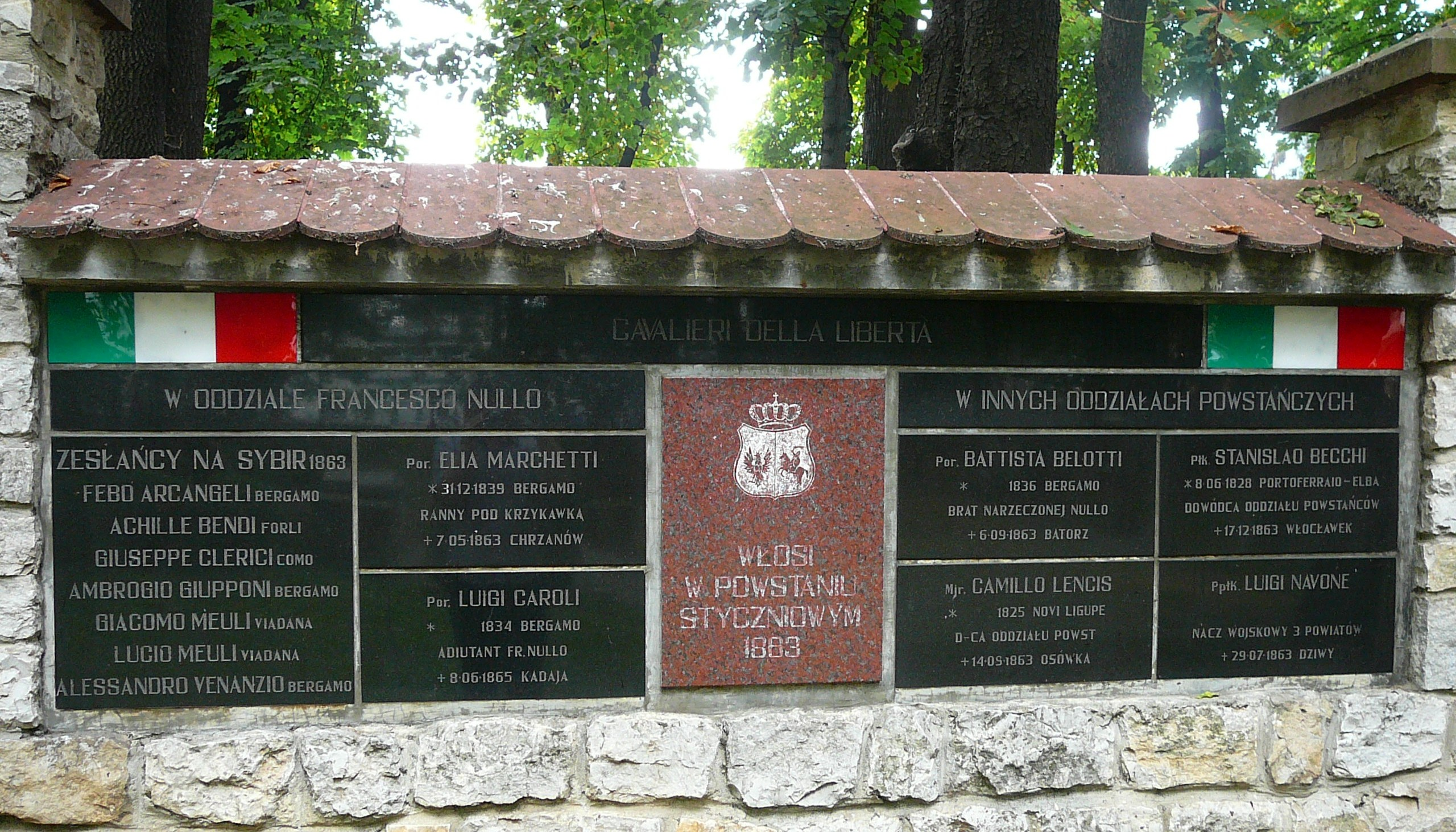
Tablica upamiętniająca włoskich ochotników walczących w powstaniu styczniowym, Olkusz

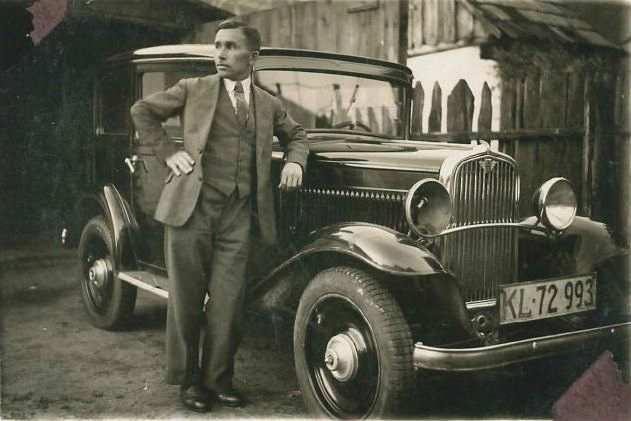
Polski Fiat 508

Bona Sforza

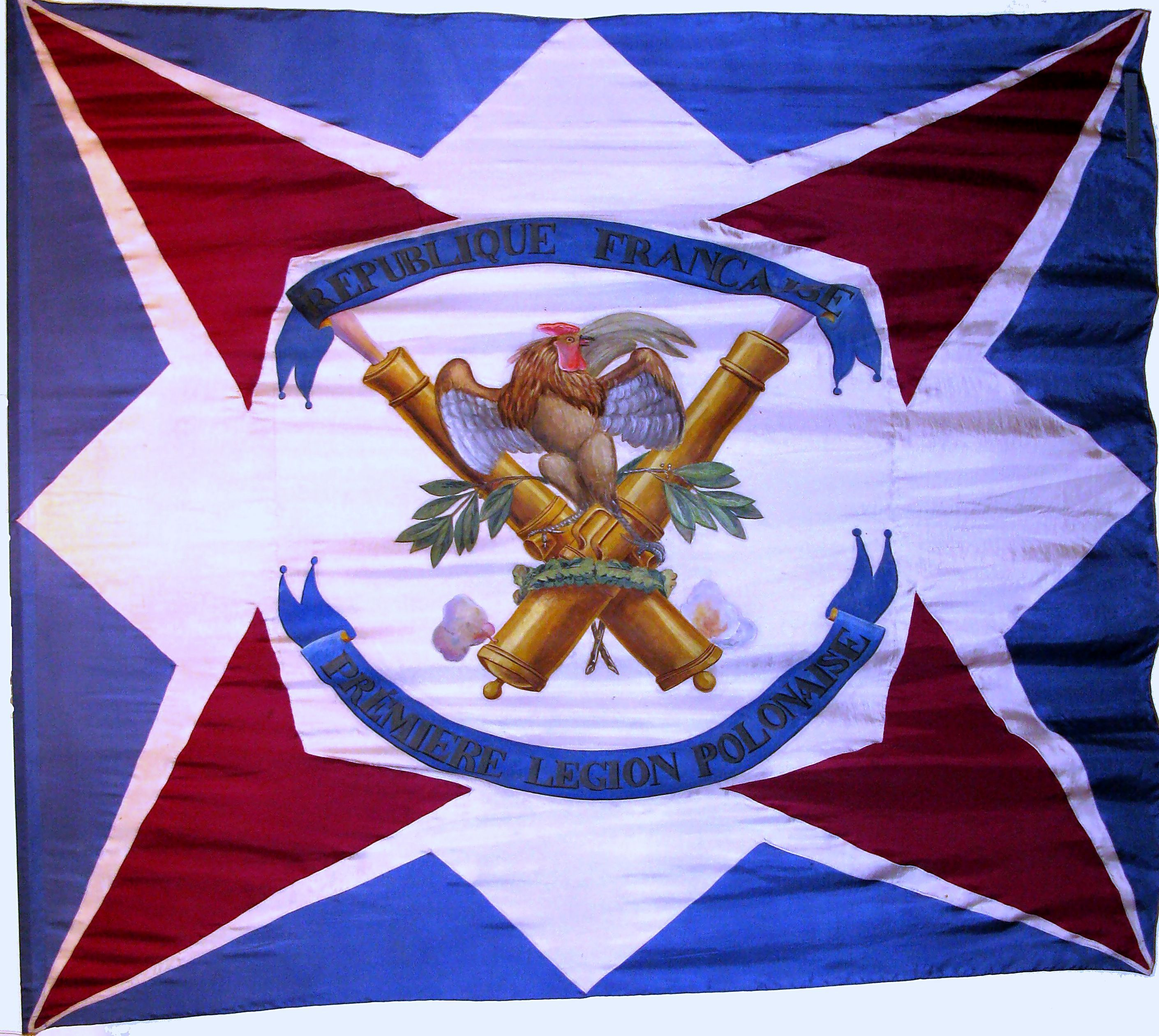
Sztandar 1 Legii Legionów Polskich we Włoszech

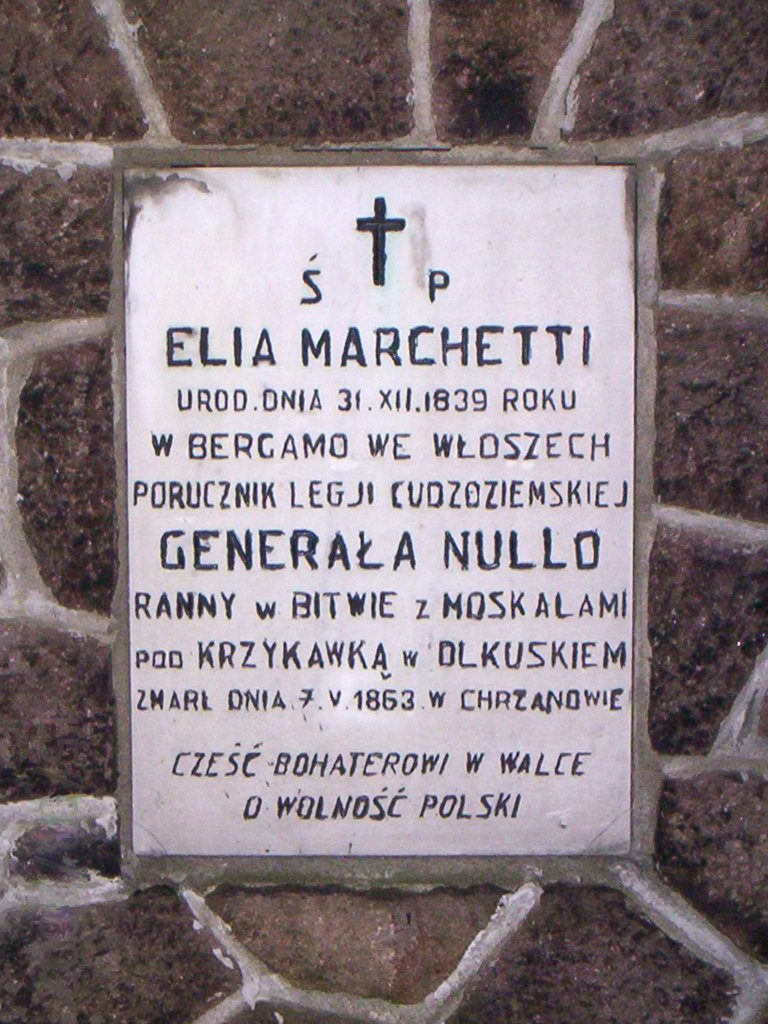
Tabliczka na grobie Elii Marchettiego na cmentarzu w Chrzanowie

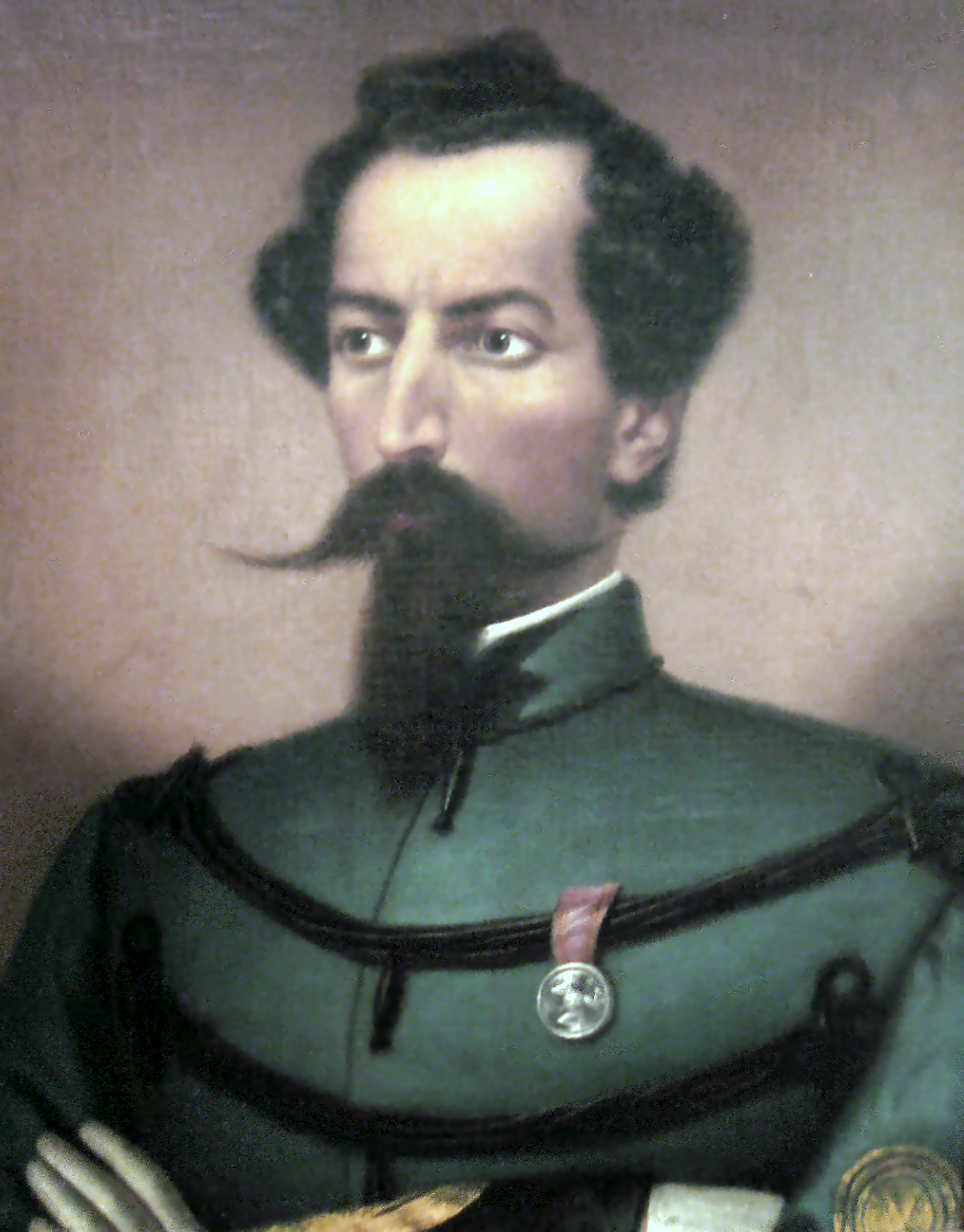
Francesco Nullo

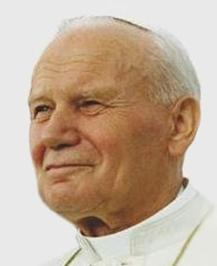
Jan Paweł II

Stosunki polsko-włoskie – kulturowe i polityczne zależności pomiędzy Włochami a Polską.

## Historyczne i kulturowe relacje

### Renesans
Bona Sforza, członkini potężnego mediolańskiego rodu Sforzów, w 1518 została drugą żoną Zygmunta I Starego. Uznaje się także, że to ona wprowadziła do Polski niektóre warzywa, które do dziś są nazywane włoszczyzną.
Renesans w Polsce pojawił się i zaczął mieć coraz większy wpływ w piętnastym oraz szesnastym wieku. Powodem był napływ włoskich artystów (Francesco Fiorentino, Bartholommeo Berecci, Santi Gucci, Mateo Gucci, Bernardo Morando, Giovanni Battista di Quadro), kupców (rody Boner oraz Montelupi) oraz myślicieli (Filip Callimachus), którzy przybyli do Polski pod koniec piętnastego wieku. Większość z nich przyjechała do Krakowa, ówczesnej stolicy. Polscy naukowcy oraz poeci studiowali we Włoszech: Mikołaj Kopernik w Bolonii, Witelon, Jan Kochanowski i Klemens Janicki na Uniwersytecie w Padwie. Bernardo Morando był architektem Zamościa, Tomaszowa Lubelskiego oraz wielu budynków.

### XVIII wiek
Bernardo Bellotto, znany w Polsce oraz Niemczech jako Canaletto (1697–1768) był weneckim malarzem, który stworzył 26 panoram Warszawy, które zostały użyte do odbudowy stolicy po jej zniszczeniu podczas drugiej wojny światowej. Giacomo Casanova odwiedził Polskę w 1766 roku.
Antonio Corazzi (1792–1877) był włoskim architektem, który projektował warszawskie budynki, między innymi Pałac Staszica oraz Teatr Wielki.

### XIX wiek
Podczas okresu napoleońskiego, wielu polskich żołnierzy, oficerów oraz ochotników wyemigrowało, zwłaszcza do Francji oraz Włoch, gdzie zostały utworzone Legiony Polskie. Polskimi dowódcami byli między innymi Jan Henryk Dąbrowski, Karol Kniaziewicz, Józef Wybicki i Antoni Amilkar Kosiński. Wtedy powstał aktualny hymn Polski – Mazurek Dąbrowskiego. Został stworzony przez Józefa Wybickiego. Zawiera w sobie słowa obiecujące powrót polskiej armii z Włoch do Polski.
Część dzisiejszych ziem Polski oraz Włoch należała przez długi czas do Austro-Węgier. Cesarsko-Królewskie Koleje Państwowe pozwalały na podróż pomiędzy Krakowem oraz Triestem.
Legion Mickiewicza był jednostką wojskową utworzoną w 1848 w Rzymie przez jednego z najbardziej znanych polskich poetów – Adama Mickiewicza. Miał on pomóc Włochom w uzyskaniu niepodległości po nieudanym powstaniu wielkopolskim w 1848. Po nieudanej prośbie skierowanej do papieża Piusa IX, w Mediolanie do Mickiewicza dołączył oddział wojskowy polskich imigrantów pod przywództwem Mikołaja Kamińskiego.
Garibaldczycy to włoscy ochotnicy którzy walczyli o polską niepodległość podczas powstania styczniowego w 1863 roku. Jednostka została nazwana na cześć włoskiego rewolucjonisty i nacjonalisty Giuseppe Garibaldiego. Dowódca oddziału, Francesco Nullo, przybył do Krakowa z Włoch w kwietniu 1863. Pierwsza bitwa jednostki na terenie Polski miała miejsce w Podłęży, 3 maja 1863, gdzie pokonała siły rosyjskie. Następnie wzięła udział w bitwie pod Krzykawką, gdzie razem z Żuawiami Śmierci odniosła duże straty. Nullo został zabity, a jego adiutant śmiertelnie ranny. Francesco Nullo uważany jest za bohatera niepodległościowego zarówno we Włoszech, jak i w Polsce.

### XX wiek
W 1918 roku Włochy były pierwszym krajem, który uznał niepodległość Polski.
W czasie II wojny światowej Polska i Włochy stały po przeciwnych stronach, ale nie było między tymi krajami oficjalnego stanu wojny.
2 Korpus Polski brał udział w kampanii włoskiej. 11 tysięcy ludzi straciło życie, wielu z nich zostało pochowanych na Polskim Cmentarzu Wojennym na Monte Cassino, lub Casamassimie.
Polski pisarz Gustaw Herling-Grudziński zamieszkał w Neapolu, gdzie poślubił Lidię, córkę filozofa Benedetto Croce. Pisał także dla włoskiego „Tempo presente”. Jego książka Inny Świat została wydana we Włoszech w 1958 roku. Polski miesięcznik Kultura był wydawany w Rzymie. Polski pisarz Jarosław Iwaszkiewicz stworzył kilka tekstów na temat Włoch, między innymi książkę „Włoskie nowele”.
Polska komedia filmowa „Giuseppe w Warszawie” z 1964 roku przedstawiała przygody pokazanego z sympatią włoskiego żołnierza w okupowanej Warszawie podczas II wojny światowej.
Polski Fiat był polską marką samochodową. Fiat 508 był produkowany w Polsce od 1932, Polski Fiat 125p od 1967, a później także Fiat 126 oraz inne. Lancia Ypsilon będzie produkowana w Tychach.
W 1966 włoscy i polscy dyplomaci starali się razem dojść do kompromisu w sprawie wojny wietnamskiej. Dzięki włoskiemu ambasadorowi w Sajgonie, Giovanniemu D’Orlandi, i jego polskiemu odpowiednikowi Januszowi Lewandowskiemu (członkowi Międzynarodowej Komisji Nadzoru i Kontroli). Powstała wtedy tak zwana Operacja Marigold. Pokój Marigold był wspierany przez włoskiego ministra spraw zewnętrznych Amintore Fanfani. Ostateczny kompromis osiągnięty przez D’Orlandiego oraz Lewandowskiego zadecydował o następującym:
- wolne wybory pod międzynarodową kontrolą w przeciągu dwóch lat;
- rząd Południowego Wietnamu będzie zawierał przedstawicieli skrajnych ugrupowań (generał Ky oraz Wietkong), i zachowywał politykę neutralności;
- ostateczne wycofanie wojsk amerykańskich. Starania pokojowe zostały zatrzymane przez wznowienie amerykańskich bombardowań[4].

W 1978 Karol Wojtyła został wybrany jako papież Kościoła katolickiego. Był to pierwszy papież pochodzący z innego kraju niż Włochy od szesnastego wieku.
W 2003 oba kraje wsparły inwazję na Irak przeprowadzoną przez Stany Zjednoczone. Polska brała udział w samej inwazji, Włochy pomogły w utrzymaniu okupacji Iraku.
Od początku badania opinii Polaków o innych narodowościach od lat 90. XX wieku Włosi plasowali się na czołowych miejscach wśród narodów, do których Polacy deklarują największą sympatię (63% i pierwsze miejsce w 1993 roku, 63% i drugie miejsce w 2024 roku), przy czym sporadycznie wskaźnik deklaracji sympatii spadał poniżej 50%. Według ocen na skali sympatii od -3 do +3, średnia ocena Włochów w 2024 roku wynosiła 1,29, na pierwszym miejscu wśród badanych narodów.

## Aktualne stosunki międzynarodowe
- Włochy mają ambasadę w Warszawie oraz dwa konsulaty[6].
- Polska ma ambasadę w Rzymie i dwa konsulaty[7].
- Oba kraje są członkami Rady Europy, Organizacji Współpracy Gospodarczej i Rozwoju, NATO oraz Unii Europejskiej.
- We Włoszech mieszka około 109 tysięcy Polaków[8].

### Lista ambasadorów włoskich w Polsce
- Francesco Tommasini (1919–1923)
- Giovanni Cesare Majoni (1923–1929)
- Alberto Martin Franklin (1929–1931)
- Luigi Vannutelli Rey (1931–1932)
- Giuseppe Bastianini (1932–1936)
- Pietro Arone di Valentino (1936–1939)
- Eugenio Reale (1945–1947)
- Ambrogio Donini (1947–1948)
- Giovanni De Astis (1948–1952)
- Giovanni Battista Guarnaschelli (1952–1955)
- Luigi Cortese (1955–1958)
- Pasquale Jannelli (1958–1962)
- Enrico Aillaud (1962–1968)
- Manilo Castronovo (1968–1971)
- Alessandro Tassoni Estense di Castelvecchio (1971–1973)
- Mario Mondello (1974–1976)
- Mario Profili (1976–1978)
- Marco Favale (1978–1983)
- Guglielmo Folchi (1983–1986)
- Paolo Galli (1986–1988)
- Vincenzo Manno (1988–1993)
- Giuseppe Balboni Acqua (1993–1997)
- Luca Daniele Biolato (1997–2001)
- Giancarlo Leo (2001–2006)
- Anna Blefari Melazzi (2006–2008)
- Aldo Mantovani (2008–2011)
- Riccardo Guariglia (2011–2014)
- Alessandro De Pedys (2014-)